# Het bittere kruid (boek)
Het bittere kruid. Een kleine kroniek is het eerste boek van Marga Minco en verscheen in 1957. De uit anekdoten opgebouwde kroniek vormt de literaire en deels gefictionaliseerde neerslag van haar persoonlijke ervaringen met de Jodenvervolging in Nederland tijdens de Tweede Wereldoorlog. Een joods gezin uit Breda komt vanwege de jodenvervolging in Amsterdam terecht, waar eerst de ouders en later ook de ondergedoken broer worden opgepakt. De ik-persoon duikt onder bij boeren in de buurt van Aalsmeer. Het werk werd talloze malen herdrukt en vertaald en wordt beschouwd als een van de klassiekers uit de Europese literatuur over de Tweede Wereldoorlog.
Het boekje wordt vaak gekenschetst als een 'sobere, maar ongewoon aangrijpende kroniek' of als 'onderkoeld geschreven' en leverde haar de Vijverbergprijs 1958 op.

## Inhoud
Een joodse familie keert enkele dagen na de capitulatie terug naar hun huis te Breda, dat vanwege de Duitse inval was geëvacueerd. De familie bestaat uit de ik-verteller en haar ouders; haar iets oudere zus Bettie en broer Dave wonen in Amsterdam. Met de buurman en enkele gemeenteleden bespreken ze de toestand. Het algehele gevoel is dat hen niets goeds te gebeuren staat, al houdt de vader er de moed in door zich vast te houden aan de gedachte dat Nederland geen Duitsland is. Wanneer ze op straat een paar soldaten passeren, zegt de vader: 'Zie je wel, ze doen ons niets.' Als schoolmeisje werd de hoofdpersoon regelmatig gepest door kinderen van de naburige katholieke school. Haar broer Dave is eens gewond geraakt toen hij in gevecht raakte met een jongen die maar 'vuile jood' bleef roepen. Thuis heeft de vader toen het litteken laten zien dat hijzelf in zíjn schooltijd aan een soortgelijk incident over heeft gehouden.
In het eerste jaar van de oorlog wordt de ik-persoon ziek en verblijft in een Utrechtse tbc-kliniek, waar ze vanwege de anti-joodse regels geen familiebezoek krijgt. Haar ouders trekken bij haar inmiddels getrouwde broer in te Amersfoort. Enkele weken na haar ontslag uit het ziekenhuis komt haar vader thuis met een pakje met gele Jodensterren, die met zorg op de jassen worden genaaid met bijpassende kleuren garen. Nagekeken door het hele gezin gaat Dave nog even naar buiten zonder ster; de laatste dag dat dat is toegestaan.
Op een dag moeten de vader en Dave worden gekeurd voor de werkkampen. Vader wordt afgekeurd wegens een huidaandoening, Dave vanwege ziekteverschijnselen die hij met een bruin drankje bij zichzelf heeft weten op te wekken. Zijn ziekelijke uiterlijk herinnert de hoofdpersoon aan haar broers studietijd in Rotterdam, toen de vader hem eens bezocht en hem zo dronken aantrof van een hele week fuiven dat de vader hem mee naar huis nam. Net als de familie Zwagers en vele anderen laten ze bij fotograaf Smelting portretten maken, voor als er iets met een van hen gebeurt. Niet lang daarna zijn de Zwagers verdwenen, de eerste onderduikers die ze meemaken.
Een telegram brengt slecht nieuws uit Amsterdam: Bettie is opgepakt. Vader gaat telefoneren bij een kennis die met een niet-joodse vrouw getrouwd is, die vanwege haar beroep van vroedvrouw telefoon mag houden. Bettie is thuis om negen uur 's avonds per overvalwagen opgepakt. Opnieuw denkt de ik-persoon terug aan haar jeugd, toen Bettie van een verdrinkingsdood werd gered doordat vader haar uit het water stekende hand wist te grijpen. Dit keer komt er geen helpende hand.
Nadat ze een oproep hebben gehad om zich te melden en kampeerbekers zijn gaan kopen, komen ze meneer Zaagmeier tegen die hen afraadt gehoor te geven aan de oproep, omdat ze dan nooit meer zullen terugkomen. Dave en de hoofdpersoon krijgen een attest van de dokter dat ze niet mogen reizen. Een nieuwe verordening bepaalt dat elke jood boven de 50 jaar naar Amsterdam moet, waar volgens de vader een nieuw getto zal worden opgebouwd. Hij en zijn vrouw mogen één koffer meenemen. Twee in zwarte leren jassen geklede functionarissen komen de koffer verzegelen en maken inventaris op van de kamer, die ook verzegeld wordt. Het verzegelen van de koffer herinnert de ik-persoon aan een treinreis vanuit België naar Nederland, waarbij moeder bang was de koffer gecontroleerd zou worden omdat er twee flessen eau de cologne in zaten. Vader zegt optimistisch dat ze niet lang weg zullen blijven en bagatelliseert de verhalen over Polen die de ronde doen. Enkele dagen na de razzia waarbij Bettie is opgepakt is er een briefkaart van haar gekomen dat ze het goed maakt. Nadat de ouders weg zijn, betreden Lotte en de hoofdpersoon de verzegelde kamer; ze hebben het gevoel dat de spullen niet meer van hen zijn.
Onder het mom een racket te komen lenen komt het niet-joodse buurmeisje langs en kiest een aantal spullen uit waarvan ze het zonde vindt als de familie die zou achterlaten. Ze mag meenemen wat haar bevalt en verlaat met armen vol spullen het huis. ‘Ik had beter een tas mee kunnen nemen,’ zei ze lachend. De ouders wonen op kamers in de Amsterdamse Sarphatistraat, in een huis met een tuin, te midden van veel bekenden. De hoofdpersoon gaat ze opzoeken in Amsterdam en neemt het risico van een treinreis, waarvoor ze haar ster van haar jas afhaalt. De reis vervult haar met een opgewonden gevoel, 'omdat ik even kon doen of alles normaal was.' Zonder incidenten bereikt ze het huis, waar iedereen haar over de reis uitvraagt. De eigenaren van het huis zijn een week na de aankomst van de ouders verdwenen, ondergedoken. Met het andere inwonende gezin is toen afgesproken dat de ouders de benedenverdieping zou gebruiken, die ze zo hebben ingericht dat het de hoofdpersoon doet denken aan thuis in Breda.
Het souterrain is een opslagplaats voor huisraad, waar de hoofdpersoon terugdenkt aan haar kindertijd, toen ze op zolder speelde met de daar opgeslagen carnavalspakken. 'Ik paste ze allemaal aan en liep er hele middagen in rond. Zo omhing ik me in het souterrain met snoeren kralen en wandelde door de bedompte vertrekken.' Vader komt gealarmeerd het souterrain binnen met de jassen. Hij doet het licht uit en iedereen kijkt door het tralievenster, waar ze alleen zicht hebben op de voeten van de voorbijgangers op straat. Uit het huis ernaast, een rusthuis voor zieken, stappen glimmend gepoetste zwarte laarzen die naar een geparkeerde auto lopen. Daarna zien ze gewone schoenen volgen, waaronder de beige kinderlaarsjes van Liesje, het buurmeisje.
In Breda was de vader voorganger bij de dienst in de synagoge, maar in Amsterdam is hij gewoon gemeentelid. Na de sabbatdienst bespreken ze de onderduikmogelijkheid en concluderen dat dat in Breda eenvoudiger zou zijn geweest omdat ze in Amsterdam weinig bekenden hebben. Naar huis lopend komen ze langs het gele bord 'Judenviertel' dat bij de brug over de Amstel ter hoogte van de Nieuwe Herengracht is aangebracht. Tante Kaatje zal op bezoek komen, de tweelingzuster van de grootmoeder van de hoofdpersoon van vaderskant en al dik in de tachtig. Grootmoeder zelf is al voor de oorlog overleden. Zodra ze buiten komt dwingt een man haar enkele vragen te beantwoorden en haar persoonsbewijs te tonen. Hij is echter op zoek naar een ander meisje. Ze loopt door naar de Weesperstraat, waar al het winkelpersoneel gele sterren op de jassen heeft. Op de terugweg loopt ze over de stille Achtergracht. Thuis verneemt ze dat het verzorgingstehuis van tante Kaatje is leeggehaald. Op weg naar de slager wordt de hoofdpersoon in de Lepelstraat door twee overvalauto's ingesloten. Soldaten in groene uniformen ontruimen de huizen; omdat de ik-persoon zelf elders woont, wordt ze niet opgepakt. De volgende ochtend ziet ze in de straat diverse huisdeuren open staan en de slagerij is dichtgetimmerd.
Tussen twee schuttingen in de tuin is een smalle ruimte waar ze zich kunnen verstoppen, ontdekt vader. Die avond rijden er weer ophaalwagens door de straat, maar de ophaalfunctionarissen staan al binnen voor ze het weten, zodat ze geen kans hebben de tuin in te gaan. 'Haal onze jassen even,' zegt vader en dat geeft de hoofdpersoon de kans om via de keuken en de tuin de straat uit te rennen tot aan het Frederiksplein. Haar jas met daarin haar persoonsbewijs hangt nog thuis, zodat de bezetters haar signalement hebben.
Ze gaat naar het adres van Dave en Lotte op de Weteringschans en overweegt even om naar de Hollandsche Schouwburg (de verzamelplaats voor opgepakte joden in Amsterdam) te gaan om te kijken of haar ouders daar uit komen, maar dat vindt Dave te riskant. Van buren uit de Sarphatistraat verneemt ze dat het huis geobserveerd wordt omdat men denkt dat ze terugkeert om spullen te halen. Met waterstofperoxide bleekt Lotte haar haren en vervolgens die van zichzelf. Als ook Dave dit doet, wekt dit de argwaan van de hospita, die hen sommeert de volgende dag het huis te verlaten. Die nacht denkt de ik-figuur aan Seideravond, wanneer er altijd een deur open stond om een vreemdeling binnen te laten, wat nooit gebeurd is. Het betreft de herdenking van de joodse uittocht uit Egypte, waarbij ongezuurd brood en bittere kruiden gegeten worden.
Ze besluiten met zijn drieën naar Utrecht te gaan en veiligheidshalve ieder apart op de trein te stappen. In Utrecht verneemt de ik-verteller dat Lotte bij een controle is opgepakt en Dave bij haar is gebleven. De ik-persoon gaat weer naar Amsterdam en daar helpt haar kennis Wout haar aan een onderduikadres bij een boer op het platteland in de buurt van Aalsmeer. Tot het einde van de oorlog wisselt ze nog een paar keer van onderduikadres, onder meer in Heemstede.
Na de bevrijding bezoekt de verteller haar oom en tante in Zeist, die niet waren opgepakt omdat haar tante niet joods was. Haar oom staat elke dag bij de tramhalte te wachten tot zijn broer, haar vader, terugkeert. Ook heeft hij diens kleren bewaard, waar de ik-persoon echter niets aan heeft, omdat ze beseft dat haar familie niet zal terugkeren. Kort daarop sterft de oom.

## Ontstaansgeschiedenis
Een eerste versie van de veertiende kroniek, 'De Lepelstraat' (over een razzia), werd al in 1942 geschreven, maar is verloren gegaan. Bij het schrijven van Het bittere kruid vijftien jaar later stond het verhaal de auteur nog woordelijk voor ogen. Onder grote concentratie verliep het schrijven aan het boek voorspoedig en binnen enkele maanden was het af. Niettemin zijn wel zeven of acht versies van de verhalen vervaardigd. Hoewel de stijlopvattingen van de auteur zich later wijzigden, heeft ze ervan afgezien het boek in de jaren zestig te herzien en details toe te voegen.

## Schrijfstijl
De vele versies die aan het definitieve werk voorafgaan, hangen samen met de stijlopvattingen van de auteur: 'Over een dramatische gebeurtenis moet je sober schrijven, anders wordt het: melodrama. (...) Ik wilde het zo geserreerd mogelijk zeggen. Geen twee woorden, als het met één toe kon.' Ten tijde van het schrijven was vaak zelfs 'een half woord al voldoende', omdat in 1957 de oorlog nog vers in het geheugen van de mensen lag: 'Wanneer je schreef dat een overvalwagen de Sarphatistraat binnenreed, hoefde je er niet aan toe te voegen dat het hier een razzia betrof.' Zo valt ook het woord Duitser niet eenmaal in het boek, omdat 'de soldaten' voldoende was.
Het verhaal wordt verteld in de ik-vorm door een kind en dit perspectief maakt de indruk een neutraal verslag te zijn. De tragiek ontstaat voornamelijk uit het contrast tussen 'de kinderlijke naïviteit van de verteller en de kennis van de lezer' en wordt nog versterkt door understatements en 'de techniek van het verzwijgen van wat nauwelijks uitspreekbaar is'.

## Thematiek
Als haar thema ziet Minco, meer nog dan de oorlog, vereenzaming: 'Het gevoel alleen te staan in de wereld.' Daarnaast wijst ze op de noodzaak van het terugkeren naar de oorlogstijd als mogelijkheid om de doden op te roepen. In literair opzicht acht Minco 'die oorlog toch ook een prachtig thema. Veel moderne verhalen vind ik zo onbenullig, omdat er zo weinig achter zit; er lijkt vaak geen noodzaak te zijn geweest het op te schrijven.'
Literatuurhistoricus Hugo Brems omschrijft de portee van het boek als de thematiek van niet alleen de volledige vereenzaming, maar ook van het schuldgevoel bij de overlevenden dat men gespaard is gebleven. Deze problematiek komt voor bij vele overlevenden en beheerst ook ander werk van de auteur.

## Titelverklaring
Het bittere kruid is maror, een gerecht dat Joden op sederavond eten ter nagedachtenis aan de slavernij in Egypte. Het symboliseert het leed dat mensen wordt aangedaan.

## Publicatiegeschiedenis
De eerste uitgave uit 1957 verscheen bij de Haagse Uitgeverij Daamen N.V. als nummer 56 van de Ooievaar Pockets, een in 1954 begonnen reeks, en was verlucht met tekeningen van Herman Dijkstra. Aan deze illustraties werd in de recensies meestal voorbijgegaan, maar het Nieuw Israëlietisch Weekblad noemde het 'knappe tekeningen' die Minco's werk eerder aanvullen dan ondersteunen: 'Het zijn de beklemmende afbeeldingen van hoe de anderen ons, de apart gestelden, in de oorlog gezien moeten hebben. In zoverre een waardige aanvulling van dit boekje en op zichzelf een aparte documentaire.'

## Receptie

### Nederlands
Vanaf de eerste recensies ontving Minco veel loftuitingen, met name de sobere schrijfstijl werd geroemd. Ben Stroman, criticus van het Algemeen Handelsblad, bewonderde de eenvoud: 'Geen spoor van pathos, geen zweem van sentimentaliteit, geen poging tot literatuur, geen ogenblik van wrok.' Daarnaast trof hem de 'sfeer van argeloosheid, onwetendheid en goed vertrouwen in deze verhalen, die hen tot van verwondering vervulde miniaturen maakt.' De recensie van Jan Spierdijk in De Telegraaf bestond uit niet veel meer dan een lang citaat uit de kroniek 'De sterren', al sloot hij af met de zin: 'Marga Minco laat de mensen onder de meest tragische omstandigheden langs elkaar heen praten, maar ze tekent ze tastende naar hun medemensen in een kleine kroniek, die tot ons komt als een kleinood, waarin de ongeplengde tranen naglanzen.'
Volgens criticus Kees Fens vertegenwoordigen de gebeurtenissen uit het boek 'door het literaire niveau van het boekje, het leed van duizenden lotgenoten van de schrijfster'.

### Duits
De Duitse vertaling uit 1959 verscheen in één band met De nacht der Girondijnen van historicus Jacques Presser, zodat ook de recensies beide werken samen nemen. Daarbij krijgt het boekje van Minco meer ruimte dan dat van Presser, Het boek krijgt iets bijzonders, aldus criticus Wolfgang Schwerbrock van de Frankfurter Allgemeine Zeitung, door de sfeer waarin het leven van het gezin zich voltrekt: de combinatie van enerzijds concrete zaken als soldaten met helmen, rugzakken, haarkleurmiddelen en vitaminetabletten, en anderzijds de onduidelijke achtergrond van het grote niets en de angst voor wat nog geen concrete gestalte heeft gekregen. Drie of vier jaar na verschijning bespreekt Gabrielle Wohmann van Frankfurter Hefte de uitgave en taxeert het perspectief van de ik-verteller als een ongeveer twaalfjarig meisje.

### Engels
De Engelse vertaling uit 1960 werd lovend besproken en meestal vergeleken met het eveneens vanuit een meisje geschreven dagboek van Anne Frank. Recensent Storm Jameson prees in The Jewish Chronicle uit Londen vooral 'the clear cool voice in which she tells it, like a child talking', want 'the simplicity, the complete naïvete, of her account sharpens the impression it makes.' Ook de criticus van The Times Literary Supplement bewonderde de vertelstijl en meende dat 'this deceptively naive quality of the writing gives a truly nightmarish glare to the narrative.' De criticus concludeerde dat 'this little book is moving and memorable' en noemde het 'this impressive little book'. De criticus van de Ierse Cork Examiner voorspelde de kroniek een langer leven dan veel omvangrijker werken over hetzelfde onderwerp: het boek 'must remain effective long after more lengthy and more obviously bitter literature, concerning the same object, has been forgotten.' Ook werd de auteur geprezen omdat zij zich onthield van 'the usual shock references'. De conclusie luidde: 'This book is terrible in its simplicity. It is deeply and disturbingly moving.'

## Vertalingen
Tot 1980 werden vertalingen geregistreerd in het Engels, Frans, Noors, Zweeds, Hongaars, Russisch en Welsh.
- Engels: Bitter herbs, vertaald door Roy Edwards, Oxford University Press, 1960 115 pp.
- Duits (in één band met Nacht der Girondijnen van Jacques Presser): Das bittere Kraut. Eine kleine Chronik. Aus dem Niederländischen übersetzt von Michael Meier. Rowohlt-Taschenbuch, Hamburg, 1959. Taschenbuchausgabe Nr. 292, 146 pp.
- Welsh: Dail Surion, vertaald door Elin Garlick, Llyfr Cyfan, 1972.

## Luisterversie
Marga Minco heeft haar boek in een luisterversie uitgebracht, voorgelezen door haarzelf.

## Film
In 1985 verscheen de Nederlandse speelfilm Het bittere kruid (Engels: Bitter Herb) van regisseur Kees van Oostrum. Het verhaal is gebaseerd op de roman van Marga Minco, maar die heeft zich nadrukkelijk ervan gedistantieerd. Zij probeerde vergeefs via de rechter de titel te laten veranderen.